# 텐 아이템 오어 레스
《텐 아이템 오어 레스》(영어: 10 Items or Less)는 미국에서 제작된 브래드 실벌링 감독의 2006년 코미디 드라마 영화이다. 모건 프리먼 등이 출연하였고, 줄리 린 등이 제작에 참여하였다.

## 출연진
- 모건 프리먼
- 파스 베가
- 쿠마르 팔라나
- 조나 힐
- 앤 듀덱
- 보비 캐너발리
- 짐 파슨스
- 리어나도 남

## 기타 제작진
- 공동 제작: 켈리 토머스
- 배역: 에이비 코프먼
- 미술: 데니즈 피지니
- 의상: 이시스 뮤센든